# Tiziano Dall'Antonia
Tiziano Dall'Antonia (né le 26 juillet 1983 à Vittorio Veneto, dans la province de Trévise, en Vénétie) est un coureur cycliste italien, professionnel de 2006 à 2016.

## Biographie

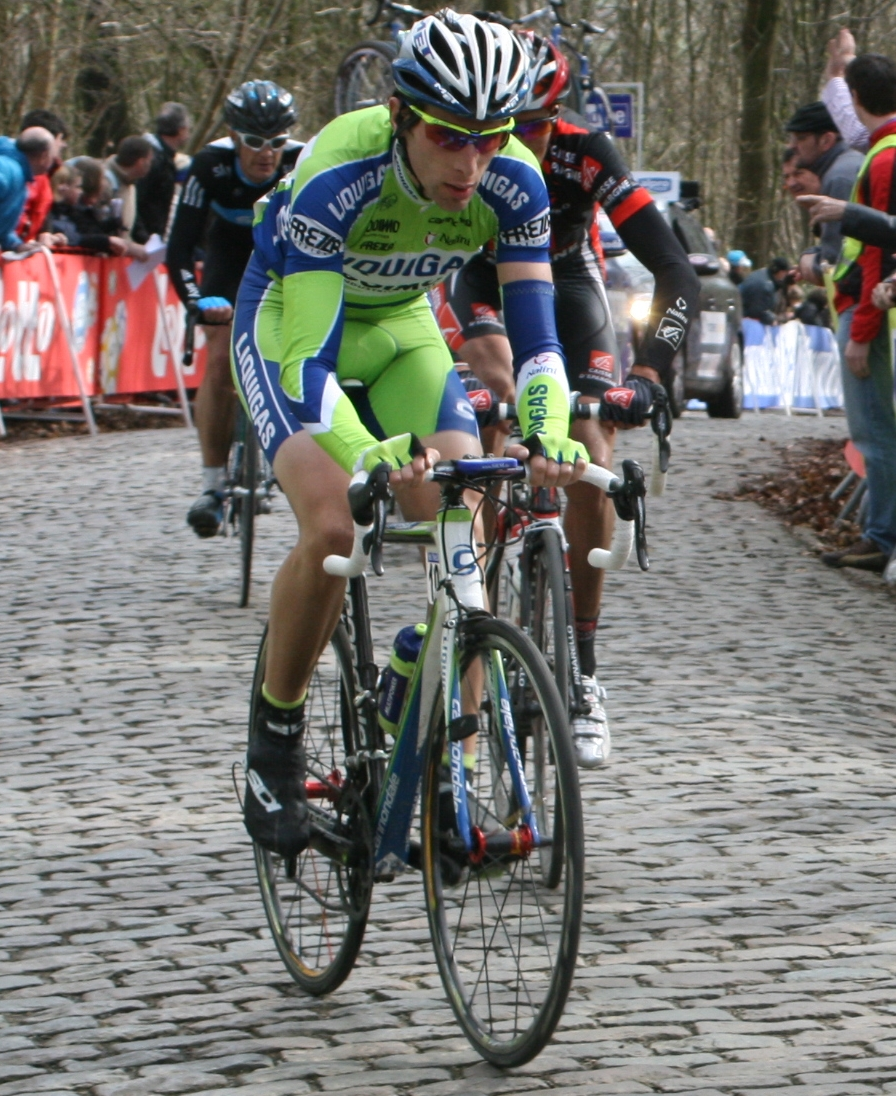
Tiziano Dall'Antonia lors de Gand-Wevelgem 2010.

Champion d'Italie du contre-la-montre espoirs et sixième du championnat du monde sur route espoirs en 2005, Tiziano Dall'Antonia devient professionnel en 2006 dans l'équipe Ceramica Panaria-Navigare. Il est troisième du Tour de Luxembourg en 2007, du Circuit de la Sarthe en 2008. Il dispute cette année-là le Tour d'Italie, son premier grand tour.
En 2010, il est recruté par l'équipe Liquigas-Doimo. Au Tour d'Italie, il remporte le contre-la-montre par équipes avec ses coéquipiers, et participe à la victoire d'Ivan Basso au classement général.
En 2014, il rejoint l'équipe Androni Giocattoli-Venezuela. Il met fin à sa carrière à l'issue de la saison 2016. Il a créé deux ans auparavant une marque de chaussettes, MB Wear, avec son coéquipier Marco Bandiera,.

## Palmarès

### Palmarès amateur
- 2001
  - 3e étape du Giro della Lunigiana
- 2003
  - Circuit d'Orsago
  - Mémorial Assuero Barlottini
- 2004
  - Trophée Filmop
- 2005
  -  Champion d'Italie du contre-la-montre espoirs
  - Mémorial Danilo Furlan
  - Coppa Città di Lonigo
  - Trofeo Papà Cervi
  - Circuito dell'Assunta
  - Millemetri del Corso
  - 2e du Piccola Sanremo
  - 2e de la Coppa Città di Asti
  - 3e du Triptyque des Barrages
  - 6e du championnat du monde sur route espoirs
  - 7e du championnat d'Europe du contre-la-montre espoirs

### Palmarès professionnel
- 2007
  - 3e du Tour de Luxembourg
- 2008
  - 3e du Circuit de la Sarthe
- 2010
  - 1reb étape de la Semaine internationale Coppi et Bartali (contre-la-montre par équipes)
  - 4e étape du Tour d'Italie (contre-la-montre par équipes)
  - 3e du Grand Prix Nobili Rubinetterie-Coppa Città di Stresa

## Résultats sur les grands tours

### Tour d'Italie
5 participations
- 2008 : 98e
- 2010 : 91e, vainqueur de la 4e étape (contre-la-montre par équipes)
- 2011 : 139e
- 2013 : 113e
- 2015 : hors délai (5e étape)

### Tour d'Espagne
2 participations
- 2012 : 140e
- 2013 : 111e

## Classements mondiaux
| Année                  | 2005 | 2006 | 2007 | 2008 | 2009 | 2010 | 2011 | 2012 | 2013 | 2014 | 2015 |
| ---------------------- | ---- | ---- | ---- | ---- | ---- | ---- | ---- | ---- | ---- | ---- | ---- |
| Calendrier mondial UCI |      |      |      |      |      | 217e |      |      |      |      |      |
| UCI World Tour         |      |      |      |      |      |      | nc   | nc   | nc   |      |      |
| UCI Asia Tour          |      | 195e |      |      | 203e |      |      |      |      |      |      |
| UCI Europe Tour        | 182e | 883e | 121e | 321e | 635e |      |      |      |      | 938e |      |
| UCI Oceania Tour       |      |      |      |      |      |      |      |      |      |      | 60e  |